# Senegalesische Fußballnationalmannschaft (U-20-Männer)
Die senegalesische U-20-Fußballnationalmannschaft ist eine Auswahlmannschaft senegalesischer Fußballspieler. Sie unterliegt der Fédération Sénégalaise de Football und repräsentiert sie international auf U-20-Ebene, etwa in Freundschaftsspielen gegen die Auswahlmannschaften anderer nationaler Verbände oder bei U-20-Afrikameisterschaften und U-20-Weltmeisterschaften.
Die Mannschaft wurde 2015 im Finale gegen Nigeria Vize-Afrikameister und qualifizierte sich somit erstmals für die Weltmeisterschaft.

## Teilnahme an U-20-Weltmeisterschaften
| 1977 | nicht qualifiziert |
| 1979 | nicht qualifiziert |
| 1981 | nicht qualifiziert |
| 1983 | nicht qualifiziert |
| 1985 | nicht qualifiziert |
| 1987 | nicht qualifiziert |
| 1989 | nicht qualifiziert |
| 1991 | nicht qualifiziert |
| 1993 | nicht qualifiziert |
| 1995 | nicht qualifiziert |
| 1997 | nicht qualifiziert |
| 1999 | nicht qualifiziert |
| 2001 | nicht qualifiziert |
| 2003 | nicht qualifiziert |
| 2005 | nicht qualifiziert |
| 2007 | nicht qualifiziert |
| 2009 | nicht qualifiziert |
| 2011 | nicht qualifiziert |
| 2013 | nicht qualifiziert |
| 2015 | 4. Platz           |
| 2017 | Achtelfinale       |
| 2019 | Viertelfinale      |
| 2023 | Vorrunde           |
| 2025 | nicht qualifiziert |

## Teilnahme an U-20-Afrikameisterschaften
| 1979 | nicht teilgenommen |
| 1981 | nicht teilgenommen |
| 1983 | nicht qualifiziert |
| 1985 | nicht teilgenommen |
| 1987 | nicht teilgenommen |
| 1989 | Vorrunde           |
| 1991 | nicht qualifiziert |
| 1993 | Vorrunde           |
| 1995 | Vorrunde           |
| 1997 | nicht qualifiziert |
| 1999 | nicht qualifiziert |
| 2001 | nicht qualifiziert |
| 2003 | nicht qualifiziert |
| 2005 | nicht qualifiziert |
| 2007 | nicht qualifiziert |
| 2009 | nicht qualifiziert |
| 2011 | nicht qualifiziert |
| 2013 | nicht qualifiziert |
| 2015 | 2. Platz           |
| 2017 | 2. Platz           |
| 2019 | 2. Platz           |
| 2021 | nicht qualifiziert |
| 2023 | Afrikameister      |
| 2025 | Viertelfinale      |

## Bekannte ehemalige Spieler
- Khouma Babacar
- Mame Diouf
- Cheikhou Kouyaté
- Oumar Niasse
- Tidiane Sané